# José Agustín Cenzual Coca
José Agustín Cenzual Coca más conocido como Sito (Pereña de la Ribera, España, 6 de noviembre de 1965) es un exfutbolista y entrenador de fútbol español.
Es el jugador con más partidos  oficiales disputados en la historia de la Unión Deportiva Salamanca.

## Biografía

### Como jugador
Tenía apenas veinte años cuando, vestido de corto, saltó al césped del Estadio Helmántico. Desde aquel día, a mediados de la década de los 80, la banda derecha del estadio unionista tuvo un nombre Sito . Llegó a la UDS con doce años y fue jugador de la primera plantilla blanquinegra durante doce temporadas, hasta la campaña 1997/1998, jugando 294 partidos de Liga con la elástica unionista en Segunda B, Segunda y Primera División. Sin embargo, tras el descenso del año 1998, el club decidió darle la baja a pesar de haber jugado más de veinte encuentros y haber sido de lo poco salvable aquella campaña.
Fue entonces cuando cambió el Helmántico por el Antonio Amilivia, estadio de la Cultural Leonesa. Allí permaneció durante dos temporadas hasta que decidió poner fin a su carrera como jugador profesional.

### Como entrenador
En enero de 2001 se hace cargo del equipo de Liga Nacional de la UD Salamanca, en el que dirige a jugadores como Jorge Alonso, Montero o Ruby, que posteriormente serían parte de aquella Generación de Cambrils. Cuando Balta toma las riendas del primer equipo, en la temporada 2002/2003, Sito pasa a ser su segundo técnico y le acompaña hasta que el ahora director deportivo es destituido. Luego, en la aventura de Balta en el Zamora CF también aparece el nuevo entrenador unionista a su lado, hasta que en el año 2005 pasa a ser de nuevo segundo entrenador del Salamanca, con Javi Lopéz como máximo responsable del equipo. Durante las dos campañas del catalán, Sito realiza esas funciones. Su nombre se empieza a oír como alternativa para banquillos de Segunda B y alguno de Segunda, pero prefiere quedarse en casa. En la temporada 2007/2008 se hace cargo del filial unionista, al que consiguió dotar de una identidad marcada por el gusto por el balón y al que dejó clasificado en un meritorio sexto lugar, cerca de los puestos de play off.
En la temporada 2008/09 regresa como segundo entrenador de David Amaral, así como colaborar en tareas de la secretaría técnica de la entidad.
En 2010 sigue siendo segundo entrenador pero tras la salida de Juan Carlos Oliva del club salmantino, es nombrado nuevo entrenador de la UD Salamanca, asumiendo las funciones de máximo responsable del plantel hasta junio de 2010. Es destituido el 12/4/09 debido a la mala racha que el equipo atravesaba. Además de que tomó al equipo a seis puntos del ascenso y lo deja en descenso. Su trabajo fue bueno, pero se encontró con un vestuario desunido, con falta de compromiso y algunas carencias técnicas.
Al final de temporada la UD Salamanca, decide no renovarle el contrato. 
Javi López acababa de fichar por el Xerez Club Deportivo, quien ya había trabajado antes con él, y le reclama como segundo entrenador.

## Clubes

### Como jugador
| Club             | País   | Año       |
| ---------------- | ------ | --------- |
| UD Salamanca     | España | 1985-1998 |
| Cultural Leonesa | España | 1998-2000 |

### Como entrenador
| Club                       | País   | Año       |
| -------------------------- | ------ | --------- |
| UD Salamanca 2º Entrenador | España | 2001-2003 |
| Zamora CF 2º Entrenador    | España | 2003-2005 |
| UD Salamanca 2º Entrenador | España | 2005-2007 |
| UD Salamanca B             | España | 2007-2009 |
| UD Salamanca 2º Entrenador | España | 2009-2010 |
| UD Salamanca               | España | 2010      |
| Xerez CD 2º Entrenador     | España | 2010-2011 |
| CD Guijuelo                | España | 2012-2013 |